# Kleiner Schinkensee
Der Kleine Schinkensee (auch: Kleiner Tschinkensee.) ist ein See in Brandenburg, der von der Schlaube durchflossen wird. Zusammen mit dem Großen Schinkensee hat er eine Oberfläche von ca. 5 ha.
Der See war auch bekannt als Kleiner Tschineken See (1758) bzw. Kleine Zschincke (1786). Der Name leitet sich vom Niedersorbischen sćina für Schilfrohr ab.

## Fischerei
Es gibt vor allem Bestände von Aal, Barsch, Hecht, Karpfen, Schleien, Wels und Zander. Das Angeln ist unter besonderer Berücksichtigung der Schutzbestimmungen des  Naturparks Schlaubetal gestattet.

## Sonstiges
In seiner unmittelbaren Nähe befindet sich das Forsthaus Siehdichum. Auf der Pflasterstraße zwischen Dammendorf und dem Forsthaus Siehdichum, wenige Meter vor dem Forsthaus, findet sich direkt auf der Brücke das Hinweisschild „Kleiner Schinkensee“. Auch Wanderrouten unterscheiden den Kleinen und Großen Schinkensee noch immer.